# Schlacht bei Tschaschniki
Wilkomir – Grodno – Mir – Ekau – Riga – Mogiljow – Ostrowno – Kobrin – Kljastizy – Gorodeczno – Smolensk – Polozk I – Walutino – Borodino – Moschaisk – Tarutino – Malojaroslawez – Polozk II – Wjasma – Dorogobusch – Tschaschniki – Ljachowo – Smoljany – Kaidanow – Krasnoi – Borissow – Beresina
Die Schlacht bei Tschaschniki, (russisch Бой под Чашниками; belarussisch Бой пад Чашнікамі; litauisch Čašnikų mūšis) wurde während des napoleonischen Russlandfeldzugs am 31. Oktober 1812 zwischen russischen Verbänden unter General Wittgenstein und der Grande Armée unter Marschall Victor ausgetragen. Bei der Schlacht handelte es sich um einen fehlgeschlagenen Versuch der Franzosen, ihre nördliche „Dwina Linie“ zu stabilisieren, die als Resultat des russischen Sieges in der Zweiten Schlacht bei Polozk zwei Wochen zuvor zusammengebrochen war.

## Hintergrund
Nachdem Victor, der Kommandant des bisher bei Smolensk in Reserve gehaltenen IX. Korps’ der Grande Armée, von der Niederlage bei Polozk erfuhr, marschierte er mit 22.000 Mann in Richtung Nordosten, um die Dwina Linie wieder herzustellen. Bei Tschaschniki an der Ula vereinigte er sich mit den Überresten des II. Korps’ der Grande Armée, die sich von Polozk her zurückzogen. Zusammengefasst standen Victor so 36.000 Mann zur Verfügung.
Wittgenstein hingegen marschierte von Polozk mit 30.000 Mann südwärts, um sich Victor entgegenzustellen, nachdem er 9.000 Mann als Garnison für die nach seinem Sieg eroberten Gebiete zurückgelassen hatte.

## Schlacht
Das Gefecht wurde im Wesentlichen von Wittgensteins Vorhut ausgetragen, etwa 11.000 Mann, die von Lew Michailowitsch Jaschwil angeführt wurde. Auf französischer Seite war hauptsächlich das II. Korps involviert. Die Schlacht begann mit dem Angriff der Russen auf das II. Korps, die etwas vor dem Rest der französischen Truppen Stellung bezogen hatten. In der folgenden Auseinandersetzung drängten die Russen die Franzosen bis zur hinteren Linie zurück. Als damit die Hauptstellung von Victor erreicht war, gab Wittgenstein den Befehl, nicht weiter vorzurücken und ließ stattdessen seine Artillerie die Franzosen unter Feuer nehmen. Victor, offensichtlich verunsichert durch Jaschwils erfolgreichen Vorstoß, entschloss sich, die Schlacht nicht weiter fortzusetzen und sich stattdessen in das 25 Kilometer weiter östlich gelegene Sjanno zurückzuziehen. Die Russen nahmen nicht die Verfolgung auf.
Die Franzosen verloren 1.200 Mann in dieser Schlacht, während die Russen nur 400 Mann Verluste zu beklagen hatten.

## Folgen
Auch wenn der russische Sieg bei Tschaschniki nicht überwältigend war, waren die weiteren Folgen für Napoleon aus verschiedenen Gründen doch höchst nachteilhaft.
Zunächst führte Victors Niederlage dazu, dass der französische Versuch, die Dwina Linie zu stabilisieren, fehlschlug. Darüber hinaus befand sich Victors neue Stellung bei Sjanno nur etwa 30 Meilen von Napoleons geplanter Rückzugslinie aus Moskau entfernt, was zur Folge hatte, dass sich die Grande Armée nunmehr in Angriffsreichweite von Wittgenstein befand. Darüber vergrößerte Wittgensteins Erfolg die Chancen, seine Truppen mit den Armeen von Tschitschagow und Kutusow zu vereinigen und so die Franzosen zwischen drei russischen Armeen einzukreisen.
Als weitere Folge der Siege bei Polozk und Tschaschniki sandte Wittgenstein eine Abteilung unter General Garpe aus, um das gewaltige Versorgungsdepot der Franzosen bei Witebsk einzunehmen. Am 7. November ergab sich die französische Garnison Garpe nach einem kurzen Gefecht, wodurch große Mengen an Nahrungsmittelvorräten und Kriegsgerät in russische Hände fiel.
Der Fall von Witebsk war ein herber Rückschlag für Napoleon, da er geplant hatte, seine zerschlagene Grande Armée überwintern zu lassen. So zerschlugen sich auch Napoleons Pläne, seine Truppen bei Witebsk mit der Armee von Victor zu vereinigen und sich dort für einen erneuten Feldzug im kommenden Frühjahr neu auszustatten.
Als Napoleon vom russischen Sieg bei Tschaschniki erfuhr, befahl er Victor, Wittgenstein sofort erneut anzugreifen, um Polozk zurückzuerobern. Dies führte zu einer weiteren französischen Niederlage in der Schlacht bei Smoljany am 14. November 1812.